# 아이다 크루즈

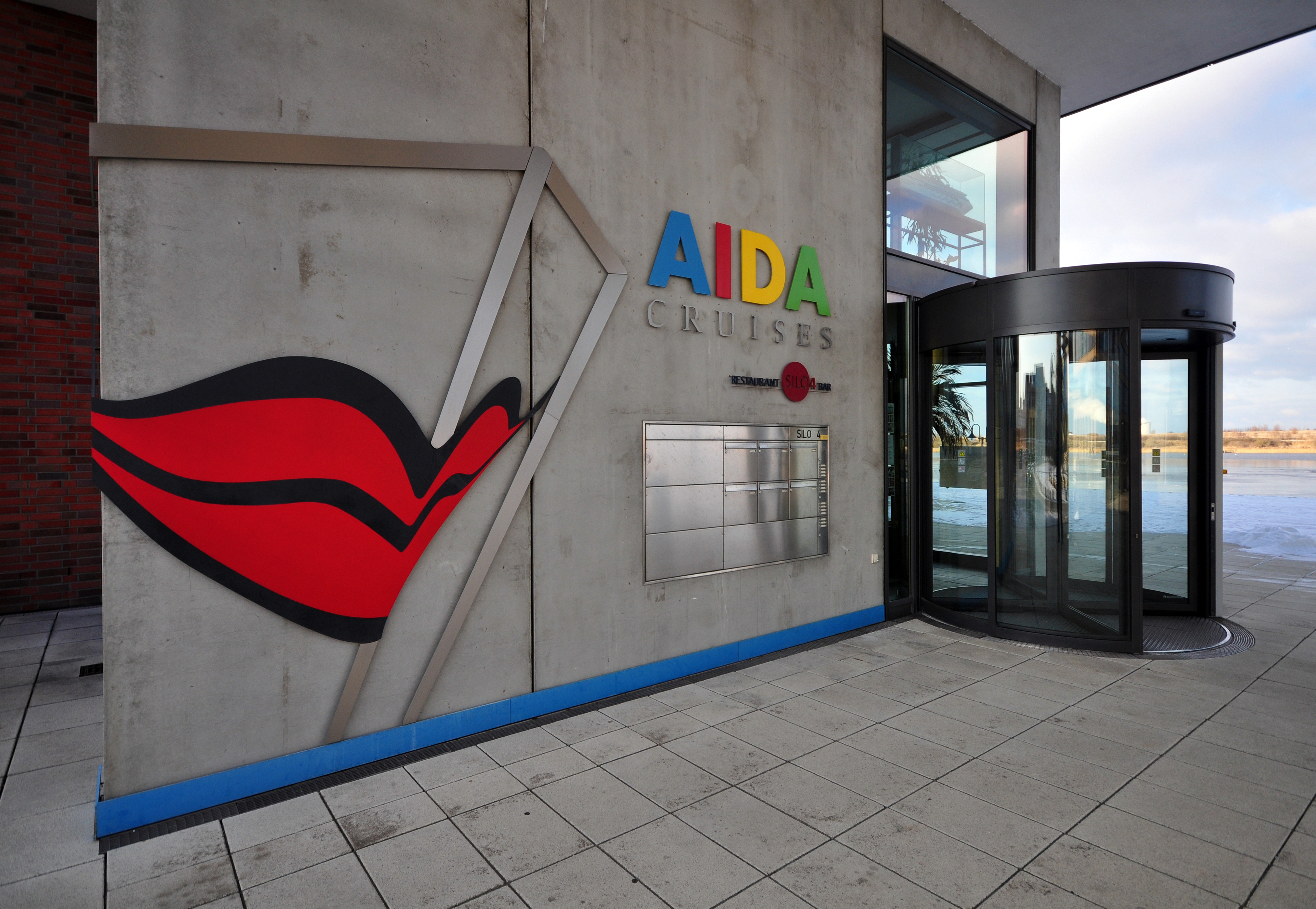

아이다 크루즈(AIDA Cruises)는 1960년대 초에 설립된 독일의 크루즈 라인으로, 2003년부터 카니발 코퍼레이션의 자회사로 조직되어 있다. 독일 로스토크에 위치한 아이다 크루즈는 독일 시장을 주 대상으로 하고 있다. 항해용 클럽 리조트로서 아이다 선박들은 나이가 어린 활동적인 휴가철 손님들을 매료시키기 위한 선박 위 편의 서비스와 시설들을 갖추고 있다. 2022년 1월 기준으로 이 크루즈 라인은 14척을 운용한다.

## 역사
Deutsche Seereederei라는 사명으로 설립되면서 1960년대에 크루즈 산업에 진입했다. 1990년대 초에 독일이 재통일된 뒤 사기업화되면서 DSR이 되었다.